# Pyramid Game
Pyramid Game (koreanischer Originaltitel: 피라미드 게임) ist eine südkoreanische Serie, basierend auf dem gleichnamigen Webtoon von Dalgonyak. In Südkorea erfolgte die Erstveröffentlichung der Serie am 29. Februar 2024 auf dem Streamingdienst TVING. Im deutschsprachigen Raum fand die Erstveröffentlichung der Serie am 30. Mai 2024 auf Paramount+ statt.

## Handlung
Aufgrund der Militärkarriere ihres Vaters musste Seong Su-ji in der Vergangenheit mehrmals die Schule wechseln. Als Seong Su-ji auf die Baekyeon Mädchen-High School kommt, will sie eigentlich rasch neue Freunde finden und ein möglichst unbekümmertes Schulleben führen, jedoch erwischt sie einen schlechten Start und wird schnell zur Außenseiterin. Und nicht nur das, denn zwischen tyrannisierenden Mitschülern, Unterricht und dem Kampf um Beliebtheit fühlt sich die Highschool für Seong Su-ji nicht nur wie ein Überlebenskampf an, sondern wird auch zu einem solchen, als sie in das „spielerische“ Beliebtheitsranking innerhalb ihrer Klasse eingeführt wird, dem sogenannten „Pyramid Game“. Jedes Mal, wenn ein Ranking stattfindet, werden die Außenseiter der Klasse in einer geheimen Abstimmung gewählt und sehen sich anschließend mit Mobbing, Ausgrenzung und Gewalt konfrontiert. Diejenigen, die an der Spitze der Hierarchie stehen, können die unter ihnen Stehenden ohne jegliche Konsequenzen schikanieren. Seong Su-ji wird zur Außenseiterin gewählt und steht vor der Entscheidung, ob sie ihr vermeintliches Schicksal einfach hinnehmen oder etwas gegen dieses barbarische „Spiel“ unternehmen soll, während sich die Gewaltspirale immer weiter dreht.

## Besetzung und Synchronisation
Die deutschsprachige Synchronisation entstand nach den Dialogbüchern von Florian Erdle und Andrea Pichlmaier sowie unter der Dialogregie von Martin May durch die Synchronfirma Level 45 in Potsdam.

### Hauptdarsteller
| Rolle                | Schauspieler | Synchronsprecher |
| -------------------- | ------------ | ---------------- |
| Seong Su-ji          | Kim Ji-yeon  | Lin Gothoni      |
| Baek Ha-rin          | Jang Da-ah   | Laura Oettel     |
| Baek Ha-rin (jung)   | Jeon Ji-a    | Liya Tolaz       |
| Myeong Ja-eun        | Ryu Da-in    | Derya Flechtner  |
| Myeong Ja-eun (jung) | Lee Chae-bin | Kjella Yva Damm  |
| Seo Do-ah            | Shin Seul-ki | Julia Bautz      |
| Im Ye-rim            | Kang Na-eon  | Clara Drews      |

### Nebendarsteller
| Rolle                  | Schauspieler    | Synchronsprecher             |
| ---------------------- | --------------- | ---------------------------- |
| Cho Woo-ri             | Joo Bo-young    | Emily Hinze                  |
| Go Eun-byeol           | Jeong Ha-dam    | Emily Gilbert                |
| Bang Woo-yi            | Ha Yul-ri       | Lea Kalbhenn                 |
| Shim Eun-jeong         | Lee Ju-yeon     | Lisa May-Mitsching           |
| Kim Da-yeon            | Hwang Hyun-jung | Jodie Blank                  |
| Song Jae-hyeong        | Oh Se-eun       | Eleni Möller-Architektonidou |
| Pyo Ji-ae              | Kim Se-hee      | Saskia Glück                 |
| Gu Seol-ha             | Choi Yoon-seo   | Helen Malin Blaschke         |
| Yoon Ye-won            | Lee Da-kyung    | Amelie Plaas-Link            |
| Joo Seung-yi           | Kwon I-soo      | Anni C. Salander             |
| Jeong Yeon-du          | Kim Ye-na       | Magdalena Montasser          |
| Park Ji-young          | Lee Gyu-seon    | Friedel Morgenstern          |
| Cho Yu-rim             | Kim Min-ji      | Marie Hinze                  |
| Shin Shin-ye           | Kwon Tae-hee    | Mascha Raykhman              |
| Ra Hae-jun             | Son Ji-young    | Leonie Dubuc                 |
| Oh Seung-ah            | Song Si-an      | Léa Mariage                  |
| Cha Seon-ju            | Do Ji-woo       | Imaya Ugwonno                |
| Lee Bo-hyeong          | Baek Seo-ha     | Isabella-Lara Ociepka        |
| Do Mi-young            | Jo Woo-mi       | Sabrina Schwarz              |
| Choi Yu-hyeong         | Yoon Na-eun     | Ness Gerung                  |
| Yang So-young          | Jeong Ji-soo    | Maria Arnold                 |
| Im Sun-ae              | Son Ji-na       | Christin Marquitan           |
| Im Ju-hyeong           | Choi Sung-won   | Konrad Bösherz               |
| Yoon Na-hee            | Ahn So-yo       | Franciska Friede             |
| Jo Seung-hwa           | Cho Dong-in     | Nicolas Rathod               |
| Seong Hee-seok         | Choi Dae-chul   | Thomas Arnold                |
| Byeon Cho-sun          | Nam Gi-ae       | Marianne Groß                |
| Baek Hyeon-jun         | Kim Young-pil   | François Smesny              |
| Choi Yi-hwa            | Jung Ae-yun     | Andrea Cleven                |
| Kim Byeong-oh          | Jung Gi-sub     | Martin May                   |
| Seo Joong-yeon         | Jung Seung-gil  | Robert Levin                 |
| Kang Seon-hee          | Seo Kyung-hwa   | Harriet Kracht               |
| Lehrer Kim             | Son Woo-hyuk    | Armin Schlagwein             |
| Lehrerin Hong          | Kim Bi-bi       | Julia Blankenburg            |
| Lehrerin Ahn           | Jo Yu-jin       | Sonja Spuhl                  |
| Lehrerin Park          | Lee Si-young    | Peggy Pollow                 |
| Lehrerin Choi          | Jeon Sa-ra      | Betty Förster                |
| Mutter von Kim Da-yeon | Song Ah-kyung   | Magdalena Helmig             |

### Gastdarsteller
| Rolle                     | Schauspieler  | Synchronsprecher  |
| ------------------------- | ------------- | ----------------- |
| Hong Sang-gu              | Jang Eui-don  | Felix Würgler     |
| Mutter von Seo Do-ah      | Yoo Jung      | Heike Beeck       |
| Mutter von Cho Woo-ri     | Yang Shin-ji  | Lynne Glaner      |
| Mutter von Shim Eun-jeong | Park Joo-yeon | Meike Finck       |
| Mutter von Go Eun-byeol   | Kim So-woon   | Julia Biedermann  |
| Biologielehrer            | Jeon Joon-woo | Sascha Krüger     |
| Erzieherin                | Oh Jin-ha     | Juliane Schöttler |

## Episodenliste
| Nr. | Deutscher Titel | Originaltitel | Premiere (Südkorea) | Dt. Premiere D/A/CH |
| --- | --------------- | ------------- | ------------------- | ------------------- |
| 1   | Folge 1         | 1화           | 29. Feb. 2024       | 30. Mai 2024        |
| 2   | Folge 2         | 2화           | 29. Feb. 2024       | 30. Mai 2024        |
| 3   | Folge 3         | 3화           | 29. Feb. 2024       | 30. Mai 2024        |
| 4   | Folge 4         | 4화           | 29. Feb. 2024       | 30. Mai 2024        |
| 5   | Folge 5         | 5화           | 7. März 2024        | 30. Mai 2024        |
| 6   | Folge 6         | 6화           | 7. März 2024        | 30. Mai 2024        |
| 7   | Folge 7         | 7화           | 14. März 2024       | 30. Mai 2024        |
| 8   | Folge 8         | 8화           | 14. März 2024       | 30. Mai 2024        |
| 9   | Folge 9         | 9화           | 21. März 2024       | 30. Mai 2024        |
| 10  | Folge 10        | 10화          | 21. März 2024       | 30. Mai 2024        |